# Karel Kolský
Karel Kolský (* 21. September 1914 in Kročehlavy, Österreich-Ungarn; † 17. Februar 1984 in Pilsen) war ein tschechoslowakischer Fußballspieler und -trainer.

## Spielerkarriere
Karel Kolský begann mit dem Fußballspielen beim SK Kročehlavy. Von 1934 bis 1937 spielte der Verteidiger für den SK Kladno, von 1937 bis 1948 für Sparta Prag. Von 1948 bis 1951 stand er in der Mannschaft von Sparta Úpice, in der letzten Saison war er Spielertrainer.
Mit Sparta wurde Kolský 1939, 1946 und 1948 Tschechoslowakischer Meister.
Zwischen 1937 und 1948 bestritt Kolský – kriegsbedingt – lediglich 15 Länderspiele, davon zwei im Jahr 1939 für die Nationalmannschaft von Böhmen und Mähren.

## Trainerkarriere
1951 übernahm Kolský den Armeeklub ATK Prag (ab 1956 Dukla Prag), mit dem er 1953, 1956 und 1958 Tschechoslowakischer Meister wurde. 1960 ging er zu Sparta Prag, 1963 nach Polen zu Wisła Krakau. Von 1965 bis 1967 trainierte Kolský FC Zbrojovka Brünn, von 1967 bis 1969 LIAZ Jablonec. In der Saison 1969/70 saß er bei Škoda Pilsen auf der Trainerbank. 1970 übernahm er erneut das Traineramt bei Sparta Prag, ging aber schon nach zwei Jahren zu SONP Kladno. Von 1976 bis 1978 war er verantwortlich für die Mannschaft von RH Cheb.
Kolský führte insgesamt zwei Mal die Tschechoslowakische Nationalmannschaft. Zunächst 1956 gemeinsam mit Antonín Rýgr, 1958 dann als Alleinverantwortlicher bei der Weltmeisterschaft in Schweden. Nach der WM war er noch kurze Zeit zusammen mit Rudolf Vytlačil tschechoslowakischer Nationaltrainer.